# Свети Атанасий (Олища)
Вижте пояснителната страница за други значения на Свети Атанасий.
„Свети Атанасий“ (на гръцки: Αγίου Αθανασίου) е българска възрожденска православна църква в костурското село Олища (Мелисотопос), Егейска Македония, Гърция.

## История
Църквата има интересни стенописи от XIX век, дело на местни майстори.
- Второто пришествие. Епископи, монаси и миряни, влачени с вериги от черни дяволи към огнената река на Ада
- Второто пришествие. Отгоре Христос на трон, в средата Честният кръст, отдолу Везната на справедливостта
- Грешниците в Ада
- Христос по-стар от дните създава света и Адам